# Eucasphaeria capensis
Eucasphaeria capensis är en svampart som beskrevs av Crous 2007. Eucasphaeria capensis ingår i släktet Eucasphaeria, klassen Sordariomycetes, divisionen sporsäcksvampar och riket svampar.   Inga underarter finns listade i Catalogue of Life.